# В полночь происходят самые сладкие удовольствия
«В полночь происходят самые сладкие удовольствия» (итал. A Mezzanotte Va La Ronda Del Piacere; другие названия: «Полуночные удовольствия», «Дозор любви выходит в полночь») — итальянский кинофильм 1975 года, комедийная драма об отношениях мужчины и женщины.

## Сюжет
Габриэлла Сансони (Клаудия Кардинале) замужем за предпринимателем, вечно скрывающимся от налоговой полиции и кредиторов. Её муж Андреа (Витторио Гассман) постоянно переезжает с места на место, повсюду таскает за собой Габриэллу, но на неё у него совершенно не остаётся времени. Габриэлла тоскует от такой пресной и однообразной жизни, её единственные скромные развлечения — гороскопы и гадания.
Неожиданно в жизни Габриэллы происходит событие, которое наверняка не обрадовало бы большинство обывателей, но для обделённой вниманием жены оно становится глотком свежего воздуха — её избрали народной судьёй. Слушается дело об убийстве, подсудимая Тина Кандела (Моника Витти) обвиняется в убийстве своего мужа Джино Бенасио (Джанкарло Джаннини). Слушание длится несколько дней и зритель наблюдает развитие отношений между Тиной и Джино, историю их страсти, череды измен, скандалов, прощений и новых измен. Габриэлла невольно сравнивает бурную, полную любви и ненависти жизнь этой женщины с тихой и серой своей, и даже втайне завидует ей. Она всё больше убеждается в том, что Тина по-настоящему любила Джино и не могла желать ему смерти. Но кроме Габриэллы в невиновность Тины никто не верит, пока на заседание не является главный свидетель…

## В ролях
- Клаудия Кардинале — Габриэлла Сансони
- Моника Витти — Тина Кандела
- Джанкарло Джаннини — Джино Бенасио
- Витторио Гассман — Андреа Сансони
- Ренато Подзетто — Фульвио
- Антонелла Доган — Мария
- Джованна Джентиле — Зия
- Паола Майолини — Лена
- Пино Лоччи
- Нино Скардина
- Сильвио Спаччези
- Маурицио Точчи
- Джорджо Трестини
- Нандо Вилелла
- Энцо Висконти